# Iridomyrmex prismatis
Iridomyrmex prismatis é uma espécie de formiga do gênero Iridomyrmex.